# Підводні човни проєкту 949А «Антей»
| Підводні човни проєкту 949A «Антей» | Підводні човни проєкту 949A «Антей»                                         | Підводні човни проєкту 949A «Антей»                                         |
| ----------------------------------- | --------------------------------------------------------------------------- | --------------------------------------------------------------------------- |
|                                     |                                                                             |                                                                             |
|                                     |                                                                             |                                                                             |
|                                     |                                                                             |                                                                             |
| Під прапором                        | СРСР                                                                        | СРСР                                                                        |
| Спуск на воду                       | 1986—1996 рр (11 човнів)                                                    | 1986—1996 рр (11 човнів)                                                    |
| Виведений зі складу флоту           | з 2000 р                                                                    | з 2000 р                                                                    |
| Проєкт                              |                                                                             |                                                                             |
| Тип ПЧ                              | Підводний човен атомний (багатоцільовий з ракетами крилатими)               | Підводний човен атомний (багатоцільовий з ракетами крилатими)               |
| Головний конструктор                | Баранов І. Л.                                                               | Баранов І. Л.                                                               |
| Класифікація НАТО                   | Oscar-II                                                                    | Oscar-II                                                                    |
| Вартість                            | 226 млн рублів СРСР у цінах 1980 року (400 млн $)                           | 226 млн рублів СРСР у цінах 1980 року (400 млн $)                           |
| Основні характеристики              |                                                                             |                                                                             |
| Швидкість (надводна)                | 15 вузлів (29 км/год)                                                       | 15 вузлів (29 км/год)                                                       |
| Швидкість (підводна)                | 32 вузлів (60 км/год)                                                       | 32 вузлів (60 км/год)                                                       |
| Робоча глибина занурення            | 500—520 м                                                                   | 500—520 м                                                                   |
| Гранична глибина занурення          | 600 м                                                                       | 600 м                                                                       |
| Автономність плавання               | 120 діб                                                                     | 120 діб                                                                     |
| Екіпаж                              | 130 осіб                                                                    | 130 осіб                                                                    |
| Розміри                             |                                                                             |                                                                             |
| Довжина найбільша (по КВЛ)          | 154 м                                                                       | 154 м                                                                       |
| Ширина корпусу найб.                | 18,2 м                                                                      | 18,2 м                                                                      |
| Середня осадка (по КВЛ)             | 9,2 м                                                                       | 9,2 м                                                                       |
| Водотоннажність надводна            | 14700 т                                                                     | 14700 т                                                                     |
| Озброєння                           |                                                                             |                                                                             |
| Торпедно- мінне озброєння           | Носові: 2 ТА калібру 650-мм (8-12 торпед) і 4 ТА калібру 533-мм (16 торпед) | Носові: 2 ТА калібру 650-мм (8-12 торпед) і 4 ТА калібру 533-мм (16 торпед) |
| Ракетне озброєння                   | 24 ракети крилаті ЗМ-45 в 12 контейнерах ПУ ПКР комплексу П-700 «Граніт»    | 24 ракети крилаті ЗМ-45 в 12 контейнерах ПУ ПКР комплексу П-700 «Граніт»    |

Підводні човни проєкту 949A «Антей» — серія радянських атомних підводних човнів (ПЧАРК) здатних нести крилаті ракети класу «корабель-земля». Проєкт є модифікацією проєкту 949 «Граніт». Побудовано і передано флоту 11 човни цього проєкту. Планувалося побудувати 18 човнів. Човни проєкту 949А «Антей» призначалися для знищення авіаносних з'єднань і були продовженням відповіді СРСР на прийняття на озброєння у США атомних авіаносців класу Німіц.

## Конструкція

### Корпус
Двокорпусні, відстань між легким і міцним корпусами становить 3,5 м, що дає значний запас плавучості (30 %) і додатковий захист від підводних вибухів. Міцний корпус розділений на десять відсіків. Човни проєкту здатні лягати на ґрунт. Через специфічну форму корпусу ці човни на флоті називали «батонами».

## Радіоелектронне і гідроакустичне обладнання
Система прийняття, обробка інформації з супутників і видача цілевказівки для використовування ракетного озброєння, встановлена на човнах проєкту, проєктувалося в київському НВО “Квант”.

## Озброєння
24 ракети 3М-45 комплексу П-700 «Граніт» є головним озброєнням човнів. Контейнери з двома ракетами розташовані в два ряди у середній частині човна з обох сторін поза міцним корпусом під кутом 40-45°, котрі закриваються кришками-обтічниками.
Торпедне озброєння представлене 2-ма 650-мм і 4-ма 533-мм торпедними апаратами. В боєкомплект входять 8-12 ракето-торпед,

## Ремонти і модернізації
Розроблений ЦКБ «Рубін» проєкт модернізації з метою заміни ракетного комплексу П-700 «Граніт» на більш сучасний П-800 «Онікс».

## Оцінка проєкту
Човни проєкту є найчисленнішим класом кораблів, котрі мають на озброєнні ракети «Граніт» і вони є лідерами за кількістю пускових установок на одному носії. Сьогодні човни проєкту 949А, разом з бомбардувальниками ТУ22М3 авіації ВМФ Росії є головним засобом протидії ударним авіаносним групам ВМС США.

## Представники
| Назва               | Заводський номер | Закладений      | Спущений на воду | Прийнятий флотом                                | Виведений з флоту                                                    |
| ------------------- | ---------------- | --------------- | ---------------- | ----------------------------------------------- | -------------------------------------------------------------------- |
| К-148 «Краснодар»   | 618              | 22 липня 1982   | 3 березня 1985   | 30 вересня 1986                                 | 28 липня 1998                                                        |
| К-173 «Красноярськ» | 618              | 4 серпня 1983   | 27 березня 1986  | 31 грудня 1986                                  | 13 квітня 1999                                                       |
| К-132 «Іркутськ»    | 619              | 8 травня 1985   | 29 грудня 1987   | 30 грудня 1988                                  | ТОФ, в ремонті                                                       |
| К-119 «Воронеж»     | 636              | 25 лютого 1986  | 16 грудня 1988   | 29 грудня 1989                                  | з 2020 року у резерві                                                |
| К-410 «Смоленськ»   | 637              | 9 грудня 1986   | 20 січня 1990    | 22 грудня 1990                                  | ТОФ, в резерві                                                       |
| К-442 «Челябінськ»  | 638              | 21 травня 1987  | 18 червня 1990   | 28 грудня 1990                                  | ТОФ, в резерві                                                       |
| К-456 «Твер»        | 649              | 9 лютого 1988   | 28 червня 1991   | 18 серпня 1992                                  | ТОФ                                                                  |
| К-266 «Орел»        | 650              | 19 січня 1989   | 22 травня 1992   | 30 грудня 1992                                  | ПФ                                                                   |
| К-186 «Омськ»       | 651              | 13 липня 1989   | 10 травня 1993   | 15 грудня 1993                                  | у строю                                                              |
| К-141 «Курськ»      | 662              | 22 березня 1990 | 16 травня 1994   | 20 січня 1995                                   | 12 серпня 2000 загинув                                               |
| К-150 «Томськ»      | 663              | 27 серпня 1991  | 20 липня 1996    | 30 грудня 1996                                  | ТОФ, в ремонті                                                       |
| К-329 «Бєлгород»    | 664              | 24 липня 1992   | 23 квітня 2019   | грудень 2021 (планується)                       | на заводських випробуваннях                                          |
| К-135 «Волгоград»   | 676              | 2 серпня 1993   | —                | 1998 році знятий з виробництва, законсервований | розібраний на метал; частково використаний для будівництва інших АПЧ |